# 家庭欄記者・鍋嶋六郎
『家庭欄記者・鍋嶋六郎』（かていらんきしゃ・なべしまろくろう）は、1999年から2000年までTBS系「月曜ドラマスペシャル」で放送されたテレビドラマシリーズ。全2回。主演は柴田恭兵。

## キャスト

### 東都新聞社
鍋嶋六郎
演 - 柴田恭兵
社会部から生活家庭部に異動になり家庭欄を担当している記者。通称「ナベロク」。入り婿で家では肩身が狭い思いをしている。
鬼ヶ島晴子
演 - 長谷部香苗
六郎の同僚。

### 鍋嶋家
鍋嶋萠子（萌子）
演 - 大島さと子
六郎の妻。
鍋嶋麻衣
演 - 牛島ゆうき
六郎と萠子（萌子）の長女。中学生。
鍋嶋理恵
演 - 吉田有希
六郎と萠子（萌子）の次女。小学生。
鍋嶋雛子
演 - 馬渕晴子
萠子（萌子）の母。六郎の義母。亡き夫は優秀な元記者。

### その他
尾崎哲夫
演 - 佐藤B作
ピープル出版の編集長。六郎の社会部時代の先輩。

### ゲスト
第1作（1999年）
- 松前由美（東都新聞社生活家庭部 記者） - 西牟田恵
- 桑田浩（編集員） - 岸本祐二
- 島村雄吉（芳江の父） - 山本圭
- 西口洋二（城西警察署 刑事） - 木場勝己
- 河田良介（元新聞記者） - 中島陽典
- 芳江のマンション管理人 - 絵沢萠子
- 正子（暴力団組員の妻） - 愛川裕子
- 東京セントラル 社員 - 棟里佳
- 勝田早苗（芳江の友人・数か月前に自殺） - 児玉多恵子
- 森本信也（警視庁警務二課長・六郎の大学の同期で親友） - 三浦浩一
- 島村芳江 - 金澤貴子

第2作（2000年）
- 芥川文和（東都新聞社 部長） - 北村総一朗
- 鱒村志保（東都新聞社生活家庭部 記者） - 鷲尾真知子
- 坂本梓（東都新聞社生活家庭部 記者） - 田中千代
- 秋葉千鶴（栄養士） - 吉行和子
- 倉橋高伸（弁護士） - 桂木宣
- 秋葉敏弘（千鶴の息子・7年前死亡） - 井之上チャル
- 吉村幹子（AMカンパニー 副社長） - 岡まゆみ
- 西野寛邦（西野運送 社長） - 鶴田忍
- 小山早苗（敏弘の高校時代の同級生） - 佐藤夕美子
- 足立政次（AMカンパニー 社長） - 大林丈史
- 谷山（北新宿警察署 刑事） - 出光元
- 横井（北新宿警察署 刑事） - 加藤亮夫
- 看護婦 - 川勝あか梨

## スタッフ
- 脚本 - 奥村俊雄、扇澤延男、深沢正樹
- 監督 - 長谷部安春、日名子雅彦
- プロデューサー - 内堀雄三、廣松肇
- 制作 - TBS、ネクスト・プロデュース

## 放送日程
| 話数 | 放送日        | サブタイトル | 脚本              | 監督       |
| ---- | ------------- | --- | ----------------- | ---------- |
| 1    | 1999年6月28日 | 謎の美女3人連続自殺！ 極道妻に追われる元社会部敏腕記者の六郎がキッチン用品を武器に犯人を逮捕する!?                                   | 奥村俊雄 扇澤延男 | 長谷部安春 |
| 2    | 2000年6月26日 | お前に逢いたい… 一通の投書が引き金となった連続殺人！ 息子を失った母の怨念か？ 犯人の汚名を着せられた六郎がペンの力で事件を解決する！ | 深沢正樹          | 日名子雅彦 |